# 節姫
節姫（せつひめ、延宝8年10月14日(1680年12月4日) - 享保15年9月29日(1730年11月9日)）は、江戸時代の安芸国広島藩の第5代藩主浅野吉長の正室。別名、安芸御前、加賀御前。

## 生涯
加賀藩第4代藩主前田綱紀の次女として生まれる。母は津田氏。弟は加賀藩第5代藩主・前田吉徳。女性ながら武芸を好み、薙刀や乗馬が得意だったという。
元禄12年、19歳で広島藩主・浅野吉長の正室として嫁ぎ、吉長との間に第6代藩主となる浅野宗恒の他、英姫(会津藩世子・松平正甫室、相馬中村藩世子・相馬徳胤室)、蝶姫(庄内藩主・酒井忠寄室)、成姫(越後高田藩主・松平定輝室、忍藩世子・阿部正直室)が生まれている。
夫・吉長は藩政改革で成功を収め、「江戸七賢人」の一人に数えられ、広島藩中興の英主・名君といわれたが、後年、吉原の遊郭に通って遊蕩し、気に入った遊女2人と陰間の少年2人を身請し、領国に連れ帰ろうとした。再三の諫言を聞き入れられなかった節姫はこれを知って、吉長への抗議のために遺書を遺して自ら切腹、侍女に介錯させて命を断って諫めた。吉長はこれに驚いて愛妾2人を遠ざけ、節姫を厚く弔い、義弟の前田吉徳と相談の上で幕府に対しては、節姫は急病死と届け出て改易・減封を免れたという。
享年51。法号・源光院。墓所は青松寺。

## 関連作品
- 海音寺潮五郎 - 『奥方切腹』(文春文庫『剣と笛』収録)